# آرونا (تنریفه)
آرونا (به اسپانیایی: Arona) یک دهستان و مقصدها در اسپانیا است که در تنریف واقع شده‌است. آرونا ۸۱٫۷۹ کیلومتر مربع مساحت و ۹۳٬۴۹۶ نفر جمعیت دارد.